# Dana Perino
Pour les articles homonymes, voir Perino.
 (novembre 2016).
Si vous disposez d'ouvrages ou d'articles de référence ou si vous connaissez des sites web de qualité traitant du thème abordé ici, merci de compléter l'article en donnant les références utiles à sa vérifiabilité et en les liant à la section « Notes et références ».
Dana Marie Perino, née le 9 mai 1972 à Evanston (États-Unis), est la porte-parole de la Maison-Blanche de 14 septembre 2007 à janvier 2009.

## Biographie
Dana Perino est née à Evanston dans le Wyoming et a grandi à Denver dans le Colorado. Elle est diplômée en communication et en sciences politiques de l'University of Southern Colorado (1994) et d'une maîtrise de l'université de l'Illinois.
Elle commence une carrière de journaliste pour WCIA-TV puis travaille comme assistante de Scott McInnis, représentant du Colorado au Congrès des États-Unis puis pendant quatre ans est la porte-parole du représentant Dan Schaefer.
Elle passe ensuite une année en Angleterre où elle a épousé un homme d'affaires, Peter McMahon. Le couple s'installe ensuite à San Diego en Californie.
En novembre 2001, Perino devient la porte-parole du ministère de la Justice. Quelques mois plus tard, elle rejoint la Maison-Blanche comme directrice de la communication de la Maison-Blanche sur les questions environnementales. Le 31 mars 2006, elle est nommée assistante adjointe au président et porte-parole adjointe. Du 27 mars au 30 avril 2007, elle exerce la fonction de porte-parole par intérim en remplacement de Tony Snow, obligé de suivre un traitement contre son cancer. Elle le remplace officiellement à partir du 14 septembre. Elle quitte ses fonctions le 20 janvier 2009, avec l'élection de Barack Obama.

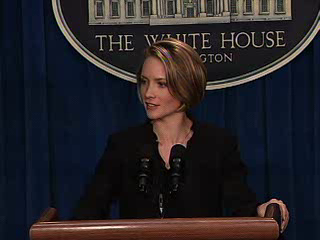
Dana Perino, le 12 avril 2007, dans la salle de presse de la Maison-Blanche.
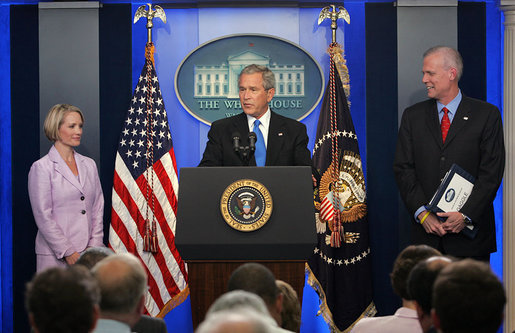
Le 31 août 2007, le président George W. Bush annonce le remplacement de Tony Snow (à droite) par Dana Perino (à gauche).
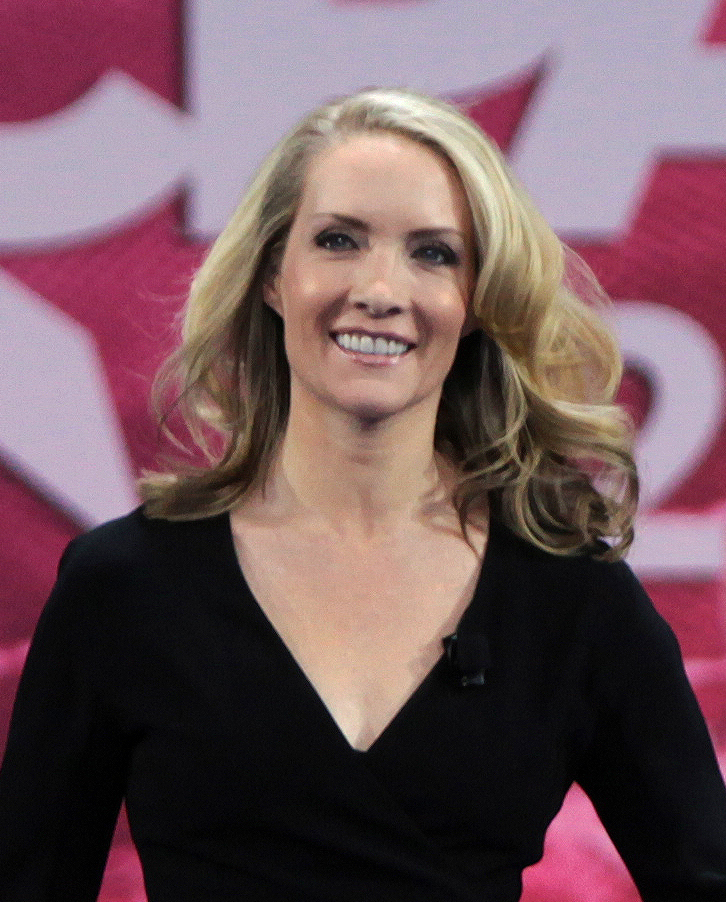
Dana Perino en 2016.